# Santa Maria em Portico Campitelli (diaconia)
Santa Maria em Portico Campitelli (em latim: Sancta Mariae in Porticu) é uma diaconia instituída em 26 de junho de 1662, pelo Papa Alexandre VII. Substituiu a diaconia de Santa Maria no Pórtico de Otávia, cuja igreja encontrava-se em ruínas. Sua igreja titular é Santa Maria in Campitelli.

## Titulares protetores
- Francesco Maidalchini (1662-1666)
- Louis de Vendôme (1667-1669)
- Gasparo Carpegna (1671)
- Felice Rospigliosi (1673)
- Girolamo Casanate (1673-1675)
- Vacante (1675-1681)
- Benedetto Pamphilj (1681-1685)
- Luigi Omodei (1690-1706)
- Vacante (1706-1724)
- Melchior de Polignac (1724)
- Vacante (1724-1728)
- Carlo Collicola (1728-1730)
- Vacante (1730-1734)
- Giacomo Lanfredini (1734-1741)
- Carlo Maria Sacripante (1741-1747)
- Henrique Benedito Stuart (1747-1748); título pro illa vice (1748-1752); in commendam (1752-1759)
- Flavio Chigi (1759-1771)
- Vacante (1771-1775)
- Inácio Caetano Boncompagni-Ludovisi (1775-1787)
- Filippo Carandini (1787-1794)
- Vacante (1794-1803)
- Charles Erskine (1803-1811)
- Vacante (1811-1816)
- Stanislao Sanseverino (1816-1825)
- Vacante (1825-1829)
- Belisario Cristaldi (1829-1831)
- Vacante (1831-1838)
- Adriano Fieschi (1838-1843)
- Lodovico Altieri, título pro illa vice (1845-1860)
- Francesco Pentini (1863-1869)
- Vacante (1869-1875)
- Bartolomeo Pacca (1875-1880)
- Francesco Ricci Paracciani (1882-1891)
- Francesco Segna (1894-1911)
- Giovanni Lugari (1911-1914)
- Francis Aidan Gasquet, O.S.B. (1915-1924); título pro illa vice (1924-1929)
- Vacante (1929-1935)
- Massimo Massimi (1935-1946); título pro illa vice (1946-1954)
- Vacante (1954-1958)
- Carlo Chiarlo, título pro illa vice (1958-1964)
- Charles Journet (1965-1973); título pro illa vice (1973-1975)
- Corrado Bafile (1976-1987); título pro illa vice (1987-2005)
- Andrea Cordero Lanza di Montezemolo (2006-2016); título pro illa vice (2016-2017)
- Michael Louis Fitzgerald (desde 2019)